# Аллен (Південна Дакота)
Аллен (англ. Allen) — переписна місцевість (CDP) в США, в окрузі Беннетт штату Південна Дакота. Населення — 460 осіб (2020).

## Географія
Аллен розташований за координатами 43°16′45″ пн. ш. 101°55′35″ зх. д. / 43.27917° пн. ш. 101.92639° зх. д. (43.279136, -101.926510).  За даними Бюро перепису населення США в 2010 році переписна місцевість мала площу 8,40 км², уся площа — суходіл.

## Демографія
Згідно з переписом 2010 року, у переписній місцевості мешкало 420 осіб у 81 домогосподарстві у складі 64 родин. Густота населення становила 50 осіб/км².  Було 84 помешкання (10/км²).
Расовий склад населення:
| - 96,4 % — корінних американців - 3,3 % — білих |

До двох чи більше рас належало 0,2 %. Частка іспаномовних становила 1,0 % від усіх жителів.
За віковим діапазоном населення розподілялося таким чином: 50,5 % — особи молодші 18 років, 45,9 % — особи у віці 18—64 років, 3,6 % — особи у віці 65 років та старші. Медіана віку мешканця становила 17,5 року. На 100 осіб жіночої статі у переписній місцевості припадало 86,7 чоловіків;  на 100 жінок у віці від 18 років та старших — 80,9 чоловіків також старших 18 років.
Середній дохід на одне домашнє господарство  становив 20 484 долари США (медіана — 19 000), а середній дохід на одну сім'ю — 21 001 долар (медіана — 19 375). За межею бідності перебувало 94,1 % осіб, у тому числі 93,8 % дітей у віці до 18 років та 64,7 % осіб у віці 65 років та старших.
Цивільне працевлаштоване населення становило 38 осіб. Основні галузі зайнятості: публічна адміністрація — 55,3 %, інформація — 13,2 %, науковці, спеціалісти, менеджери — 10,5 %, мистецтво, розваги та відпочинок — 10,5 %.